# Josep Zulueta i Gomis
Josep Zulueta i Gomis (castellà: José Zulueta y Gomis)  (Barcelona, 16 de juny de 1858 - Barcelona, 1925) fou un polític i economista català, diputat a les Corts Espanyoles durant la restauració borbònica.

## Biografia
Fill del metge Frederic Zulueta i Guasch (†1886) i de Josepa de Gomis. Es llicencià en dret a la Universitat de Barcelona, i es doctorà a la Universitat de Madrid. Durant la seva estada, influït per Emilio Castelar, va afiliar-se al Partit Republicà Democràtic Federal, però després fou l'organitzador a Catalunya del Partido Reformista de Melquíades Álvarez, del que també en fou diputat pel districte de Vilafranca del Penedès a les eleccions generals espanyoles de 1903, 1905, 1907, 1910, 1914, 1916, 1918, 1919 i 1920.
Alhora, fou autor de nombrosos estudis d'economia agrícola com la fil·loxera i la rabassa morta a la revista Cataluña Agrícola i als diaris La Vanguardia i La Publicidad, fundador de la Federació Agrícola Catalano-Balear i de la Cooperativa Lletera del Cadí l'any 1915, president de la Lliga de Productors de Catalunya (fundada el 1893) i de l'Agrupació Mútua del Comerç i de la Indústria, i membre de la direcció de l'IACSI (1899-1902), des de les quals fomentà les exportacions comercials catalanes a l'Amèrica del Sud i la creació d'un Banc Nacional Agrari.

## Obres
- Los problemas del Rif
- La ciencia y el arte de pensar correctamente
- Canales de riego

## Bbiliografia
- Gascón Chopo, Carles. Comarques oblidades, Josep Zulueta i el Pirineu l'any 1890.  Edicions Salòria, 2010.